# Храм Девы Марии под цепью
Храм Девы Марии под цепью (чеш. Kostel Panny Marie pod řetězem) — католический монастырский  костёл в Праге на Малой Стране, улица Лазеньска, Прага 1. Фасад храма с порталом сделан в архитектурном стиле позднего Возрождения, фронтон — в стиле раннего барокко. Храм входит в состав комплекса Малостранского комтурства Чешского великого приорства рыцарей Мальтийского ордена.

## Происхождение названия
Относительно происхождения названия костёла  Девы Марии под цепью  нет единого мнения. Согласно одной из версий, в костёле находилась статуя Девы Марии, шея которой была украшена цепью. Другая версия связана с бывшим Юдитиным мостом (предшественником Карлова моста), который находился рядом с костёлом. Ворота башни Юдитиного моста имели натяжную цепь. Третье, наиболее вероятное объяснение связано с тем, что храм стоит рядом с тем местом на берегу Влтавы, от которого была натянута цепь на противоположный берег реки для сбора таможенных платежей с прибывавших в Прагу кораблей.  Эта версия подтверждается ещё и тем, что рядом находится улица Řetězová (Ржетезова – «Цепная»).

## История храма

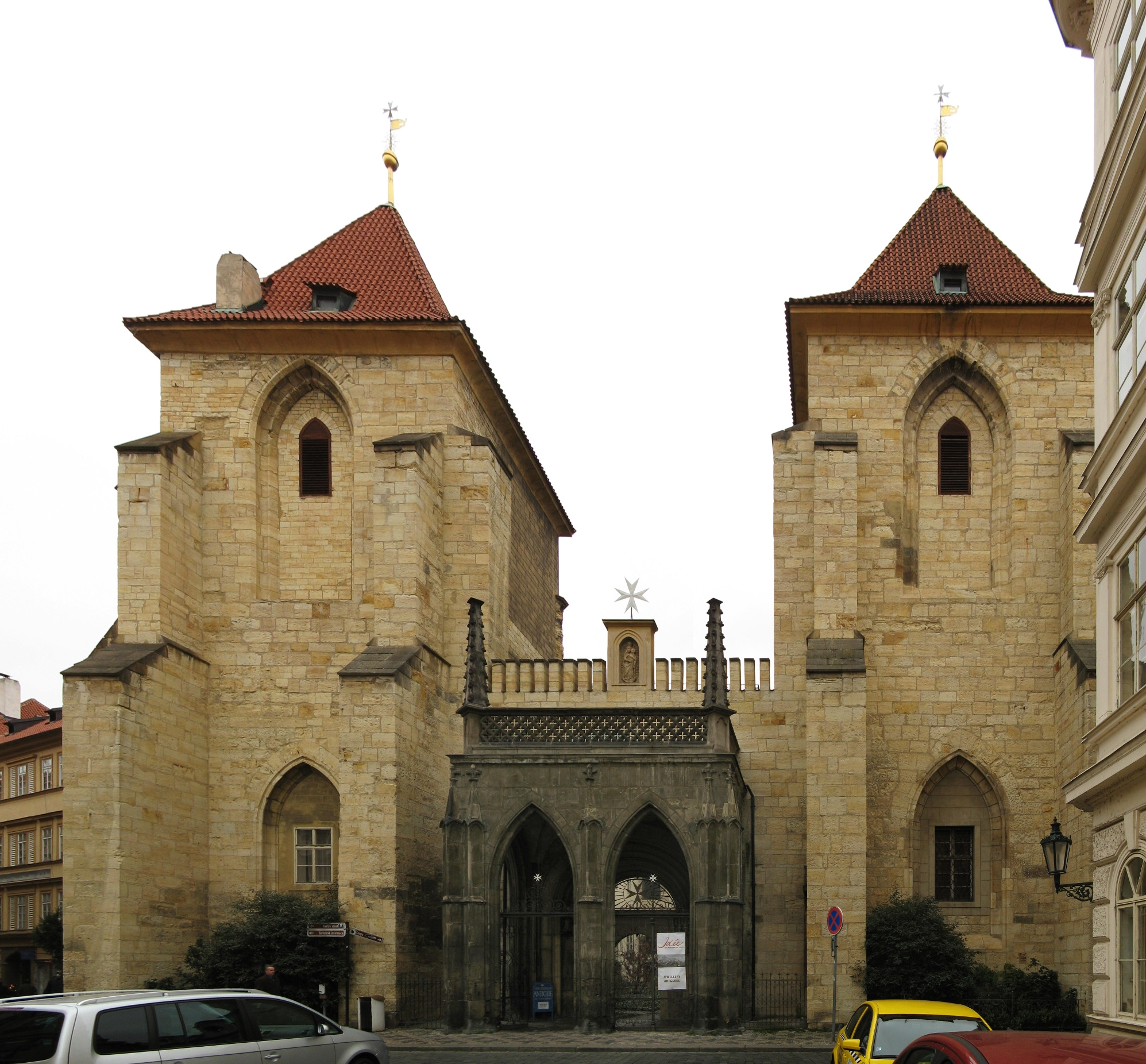
Вход в монастырский комплекс с улицы Лазеньска

Рыцари ордена госпитальеров (иоаннитов) обосновались в Чехии в 1156—1159 годах под покровительством князя Вратислава II. Первое комтурство ордена было основано в Малой Стране южнее епископского двора возле Юдитинова моста через Влтаву, здесь же в 1158 году был заложен монастырь госпитальеров. Где-то между 1169 и 1182 годами здесь был построен костёл, посвящённый Деве Марии. Строительство храма осуществлялось на средства канцлера и пробста Вышеградского капитула Гервасия (Gervasius), затем на средства его внука вице-канцлера Мартина. Построенный храм Девы Марии представлял собой трёхнефную базилику в романском стиле. До наших дней сохранились остатки кладки южной стены этой базилики. В 1182 году права на храм официально были переданы папой ордену госпитальеров.
В 1314 году Орден Святого Иоанна Иерусалимского приступил к длительной готической реконструкции храма, в которой впоследствии вероятно принимал участие знаменитый архитектор Петер Парлер. Романская базилика была почти полностью снесена, после чего началось строительство готического нефа, однако завершить его не удалось. К пресвитерию была пристроена ризница, в подвале которой была устроена крипта, сохранившаяся до нашего времени. Стены были расписаны готическими фресками. С северной стороны от пресвитерия были заложены основания колонн аркад бокового нефа, было начато строительство башен на западе. Там же планировалось строительство готического собора, чему помешали гуситские войны. Во дворе было устроено кладбище. Храм в дошедшем до нас виде фактически является пресвитерием запланированного храма, несколько расширенным при реконструкции в стиле Возрождения во 2-й половине XVI века. При проведении этой перестройки было построено последнее, западное поле, в котором сейчас находятся хоры.
Храм Девы Марии под цепью связан с несколькими знаменитыми личностями и событиями второй половины XIV века. Здесь в 1378 году было выставлено тело умершего императора Карла IV Люксембургского. Здесь же 20 марта 1393 года во время встречи короля Вацлава IV и архиепископа Праги Яна II из Енштейна был схвачен и заточён в тюрьму  генеральный викарий Ян Непомуцкий, вскоре после этого принявший мученическую смерть и сброшенный с Пражского моста во Влтаву.
В XVII веке храм претерпел свою последнюю реконструкцию в модном тогда стиле барокко, результатом которой стал нынешний облик здания костёла. Реконструкция проводилась в основном итальянским архитектором Карло Лураго и каменотёсом Джованни Баттиста Спинетти. В это же время к пресвитерию была пристроена конюшня.
В 2004 году статус храма был изменён с приходского на монастырский.

## Интерьер

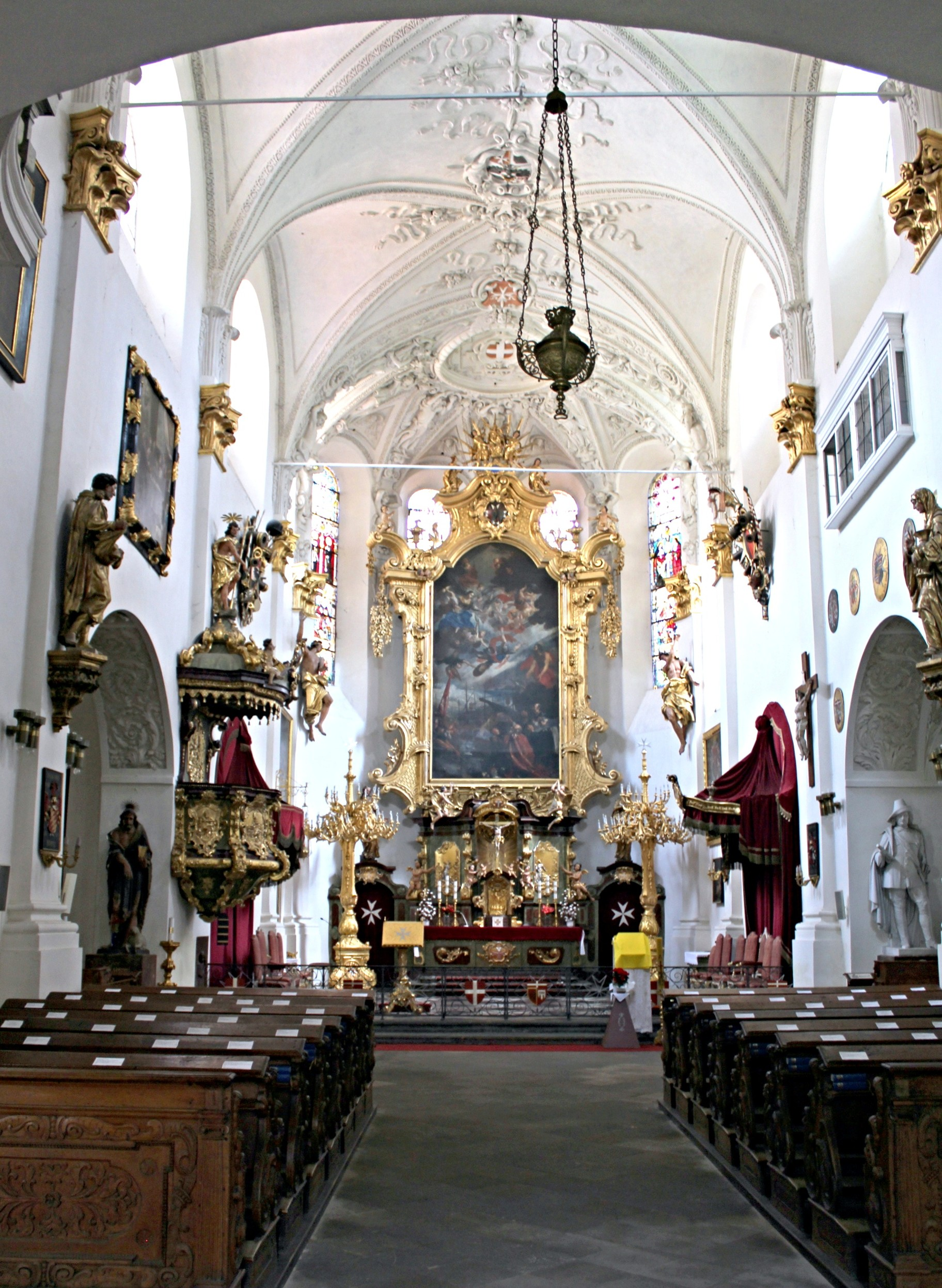
Главный алтарь храма с образом «Мадонна, благословляющая рыцарей мальтийского ордена на битву при Лепанто» (ок. 1651 года). Карел Шкрета

Кафедра храма сделана в стиле барокко, на дверях кафедры помещён рельеф на тему «Орден Святого Иоанна Иерусалимского завоёвывает Иерусалим». Автором скульптурного убранства храма по большей части является Ян Петр Венда. В аркаде между южными нефами стоит мраморная статуя великого приора мальтийского ордена графа Рудольфа Коллоредо-Вальдзе работы Эмануэла Макса (1850 год).
Главный алтарь храма украшен картиной Карела Шкреты «Мадонна, благословляющая рыцарей мальтийского ордена на битву при Лепанто» (ок. 1640—1651), написанной в стиле барокко, на которой изображён, помимо прочего, великий магистр ордена Жан Паризо де ла Валетт. Картина помещена в массивную раму, в насадке которой сделана лепка сидящей в лучах Девы Марии. Две статуи ангелов охраняют алтарь с обеих сторон, свисая со стен.
В южном боковом нефе находится три малых алтаря, один из которых украшен другой картиной Карела Шкреты — «Усекновение главы Святой Варвары» (1674 год). Второй алтарь посвящён Деве Марии и Святой Елизавете, третий — Деве Марии-Помощнице. Последний украшен копией Ченстоховская иконы Божией Матери. Под хорами южной стены находится алтарь святого Креста.
В северном боковом нефе находится капелла Святого Яна Непомуцкого, алтарь которой украшен изображением самого святого и других чешских святых покровителей. Рядом расположена капелла Иоанна Крестителя. Верхняя часть алтаря капеллы Иоанна Крестителя украшена картиной «Крещение Христа» работы Антонина Стивенса. Далее находится капелла Девы Марии Скорбящей. Под хорами капеллы находится алтарь с деревянной статуей Богородицы, вероятно, барочной копией готического оригинала. Алтарь Девы Марии Скорбящей украшен образом «Стигматизация Св. Франциска» первой половины XVIII века.

## Захоронения
В ареале храма сохранилось 24 надгробия, самое старое из которых датировано 1404 годом и принадлежит командору мальтийского ордена Петру. Среди похороненных в ареале храма Девы Марии под цепью есть несколько великих приоров и других членов мальтийского ордена, например, великие приоры граф Фердинанд фон Альтхан, граф Вацлав Чейка из Ольбрамовиц (XVIII век), князь Гундакер Поппо фон Дитрихштейн (1672—1737) и другие.